# ادلسبرگ (جموندن ام میین)
ادلسبرگ (جموندن ام میین) (به آلمانی: Adelsberg (Gemünden am Main)) در آلمان است که در بایرن واقع شده‌است.